# Schindler Award
Der Schindler Award war ein europäischer Wettbewerb für Architekturstudenten und -hochschulen, ausgeschrieben von der Schindler Holding AG. Er wurde zum ersten Mal im «Europäischen Jahr für Menschen mit Behinderungen» 2003 durchgeführt. Schindler lobte den Wettbewerb alle zwei Jahre aus. Nach Brüssel, Paris, Wien und Berlin fand der Award 2012 in Bern statt.
Seit 2015 richtet Schindler den Schindler Global Award aus, der sich allerdings nicht mehr auf behindertengerechte Architektur fokussiert.

## Leitmotiv
Unter dem Leitmotiv «Access for All» soll die Differenzierung zwischen «behindertengerechter» und «normaler» Architektur überwunden werden. Die Wettbewerbsteilnehmenden sollen nicht spezifisch für Behinderte planen. Gefragt ist vielmehr eine barrierefreie Architektur, die allen Menschen, ungeachtet ihrer individuellen Fähigkeiten und Behinderungen, gerecht wird.
Der Schindler Award beabsichtigt die Herangehensweise junger Architekten an ihre Arbeit zu verändern. Sie sind aufgefordert, über Formen, Licht und Materialien hinaus zu denken und sich mit den Bedürfnissen der Menschen zu befassen, die letztlich die von ihnen gestalteten Bauten und Räume bewohnen. Sein Ziel ist es, die Zugänglichkeit und allgemeine Mobilität für alle Menschen unabhängig von Alter, Status oder körperlichen Fähigkeiten zu verbessern.
Der Schindler Award ist eine hervorragende Gelegenheit für angehende Architekten, ihre Entwürfe von einer fachkundigen Jury beurteilen zu lassen. Er steht Studenten offen, die entweder im letzten Jahr eines Bachelor-Studiums stehen oder an einer europäischen Universität/Architekturhochschule ein Master-Studium absolvieren.
Außerdem verleiht der Wettbewerb Schulpreise und motiviert damit Architekturhochschulen, die Grundprinzipien von «Zugänglichkeit für alle» in ihre Lehrpläne aufzunehmen und entsprechende Kurse anzubieten.

## Preisträger

### 2012
Aufgabe: Wiederbelebung des Gebiets rund um die Schützenmatt (Bern) und Verbesserung der Art und Weise, wie sie mit angrenzenden Bezirken und der grünen Landschaft der Aare verbunden ist.
- 1. Preis: Christopher Ruhri, Thomas Buser, Stefan Gant, Technische Universität Berlin (Deutschland)
- 2. Preis: Mauritius Pauli, Tobias Schmitt, Jan Blifernez, Technische Universität Berlin (Deutschland)
- 3. Preis: Olivier Tripod, Felix Hansson, Bas Spaanderman, Lund School of Architecture (Schweden)

### 2010
Aufgabe: Verwandlung des Olympiagelände Berlin, in einen attraktiven, funktionalen und barrierefreien Sport- und Freizeitpark.
- 1. Preis: Simon Moser, Daniel Meier, Simon Peter Roesti (Berner Fachhochschule Architektur, Holz und Bau, Schweiz)
- 2. Preis: Haydar Alward, Mikael Pettersson (Universität Lund, Schweden)
- 3. Preis: Milyausha Gabdrakhmanova, Tatyana Polyakova, Inna Tarasova, State Petroleum Technological University, (Ufa, Russland)

### 2008
Aufgabe: Wiederbelebung eines brachliegenden Areals eines einstigen Gaswerks im Zentrum Wiens.
- 1. Preis: Nils Krieger, Thorsten Stelter (FH Koblenz, Deutschland)
- 2. Preis: Jakub Krcmar, Martina Sotkovska (TU Prag, Tschechien)
- 3. Preis: Krisztian Csemy (TU Bratislava, Slowakei)

### 2006
Aufgabe: Behindertengerechte Brücke über die Seine und Umgestaltung des Palais de Tokyo in Paris.
- 1. Preis: Marta Neic, Marco Di Nallo, Manfred Sponseiler (TU Wien, Österreich)
- 2. Preis: Adam Beard, Marie Henrike Haase (Technische Universiteit Delft, Niederlande)
- 3. Preis: Gruppe rund um Elin Algotsson (Lunds tekniska högskola, Schweden)

### 2004
Aufgabe: Neugestaltung eines Viertels in Brüssel.
- 1. Preis: Cécil Tirard (École d’architecture de Paris-Belleville, Paris-Belleville/Frankreich)
- 2. Preis: Bartlomiej Hominski, Michal Jezierski (Politechnika Krakowska, Krakau/Polen)
- 3. Preis: Gruppe rund um Lizet Blenke (Lunds tekniska högskola, Schweden)